# Riós
Riós és un municipi de la província d'Ourense a Galícia. Pertany a la Comarca de Verín.
| 4.664 | 4.966 | 5.169 | 5.008 | 2.097 |
| Fonts: INE i IGE (Els criteris de registre censal variaren i les dades de l'INE i de l'IGE poden no coincidir.) |       |       |       |       |

## Parròquies
- O Riós
- Castrelo de Abaixo
- Castrelo de Cima
- O Navallo
- Progo
- Rubiós
- Trasestrada
- Fumaces e A Trepa.

## Història
Els primers pobladors del territori de l'actual municipi de Riós (també conegut en les fonts històriques com O Riós, Orriós o País d'o Ríos) van ser els interamnis, que pertanyien al conjunt dels pobles interamnenses, terme que al·ludeix a la presència de rius que "mitjancen", amb abundants truites i anguiles. Aquest poble és un dels que figuren en la inscripció del pont romà de Chaves, anomenada "Padrón dos pobos" juntament amb tamagans, bibals i límics, tots ells estesos per la zona meridional de Galícia.
Des de l'Edat Mitjana la vila va ser lloc de passada d'una via de peregrinació jacobea important, la Ruta de la Plata, que penetrava des del regne de Castella fins a Santiago de Compostel·la. Durant l'Antic Règim les parròquies que integren l'actual municipi de Riós es van integrar en la jurisdicció de Souto Bermudo, senyoria del comte de Monterrei. En ser un territori fronterer entre Espanya i Portugal va sofrir els avatars de les relacions entre els dos països. En 1569, els exèrcits portuguesos van travessar el territori seguint la Ruta de la Plata i van arribar fins A Gudiña abans de ser expulsats. La proclamació de la Constitució espanyola de 1812 va suposar l'abolició del règim senyorial i la seva substitució per una administració municipal del territori. En aquell moment es va produir la creació dels municipis de Ríos i Castrelo. El 1823 Ferran VII va derogar la Constitució, cosa que va suposar la supressió d'aquests municipis i la restauració del règim senyorial. La definitiva recuperació de la municipalidad es va produir en 1835 quan va sorgir el municipi de Riós, que abasta Riós i Castrelo.